# Ultraviolet : Code 044
Ultraviolet : Code 044 (ウルトラヴァイオレット:Code044) est un anime japonais adapté du film américain d'action et de science-fiction éponyme sorti en 2006, 12 épisodes sont sortis.